# بلدة دافيسون (ميشيغان)
دافيسون (بالإنجليزية: Davison Township, Michigan)‏ هي بلدة تقع في مقاطعة جينيسي (ميشيغان) بولاية ميشيغان في الولايات المتحدة. تأسست عام 1837، تبلغ مساحتها 87.3 (كم²)، وترتفع عن سطح البحر 247 م، بلغ عدد سكانها 17722 نسمة في عام 2000 حسب إحصاء مكتب تعداد الولايات المتحدة وتصل الكثافة السكانية فيها 204.3 نسمة/كم2.

## وصلات خارجية
- http://www.davisontwp-mi.org/
- The US50 - Cities and Towns in Michigan State
- Michigan Cities and Towns, Facts, Map, Flag, Colleges, Government, and More